# جبل دوشة
جبل دوشة هو نتوء من الحجر الرملي يقع على بعد حوالي ثلاثة أميال شمال صوليب بين الشلال الثاني والثالث لنهر النيل، على الضفة الغربية للنهر بين صوليب وسيدينجا في الولاية الشمالية في السودان. وهي تتميز بمصلى منحوت في الصخر للملك المصري تحتمس الثالث من الإمبراطورية المصرية، على غرار معبد إليسيا المعاصر، نُحتت آثار أخرى في وقت لاحق من الصخر، بما في ذلك لوحة ملكية للملك المصري سيتي الأول ونصبًا واحدًا على الأقل لأمن إم أوبت، نائب الملك في كوش. أكثر الوثائق شمولاً للموقع موجودة من الحملة البروسية إلى مصر بقيادة كارل ريتشارد ليبسيوس، الذي زاره في عام 1844.

## المصلى
المصلى الصخري يطل على النيل على بعد أمتار قليلة من الضفة. كان برنامج البناء الرئيسي في عهد تحتمس الثالث. مُتَفَوِّق. إنه مشابه من حيث النوع والمضمون لمعبده الصخري في إليسيا، الموجود الآن في المتحف المصري بتورينو. يتكون من قاعة جناح وداخله ناووس مستطيل، مع بقايا ثلاثة تماثيل جالسة منحوتة في الصخر على الجدار الخلفي. تم إضافة محاريب صغيرة في الجدران الخلفية والجانبية للناووس في وقت لاحق. ولأن المصلى أعيد استخدامه كمنزل ومأوى، فقد تعرضت لبعض الأضرار.
برنامج الزخرفة، الذي كان ذا جودة عالية، نجا فقط في شظايا. كانت تتألف بشكل أساسي من مشاهد تتعلق بتحتمس الثالث. عرض في التضحية أمام مختلف الآلهة. على الجدار الشرقي صلى إلى سنوسرت الثالث المؤله. في. كما أن التماثيل الموجودة على الجدار الخلفي مشوهة بشدة ويصعب التعرف عليها. من شبه المؤكد أن الشخصية المركزية هي تحتمس الثالث، وربما يرتدي تاج الجنوب الأبيض. الشكل الموجود على اليسار يرتدي ريشتين طويلتين كغطاء للرأس، مما يعني أنه يمكن أن يكون آمون رع. التمثال الموجود على اليمين أكثر تضررًا من التمثال الآخر، مما يترك هويته غير واضحة.
من المحتمل أيضًا أن أظهرت تعديلات زخارف الأسرة التاسعة عشرة الأصلية (ربما تحت زخارف سيتي الأول) اثنين من المسؤولين ربما كانا من نواب الملك في كوش.
ملحوظة هي سلسلة من الثقوب العميقة المستطيلة التي تمتد في خط إلى اليمين من نقطة فوق مدخل المصلى. من المحتمل أنها وُضعت لتثبيت عوارض خشبية، لكن وظيفتها الدقيقة لا تزال غير واضحة. تم العثور على ثقوب مماثلة فيما يتعلق بمصلى الصخور في إليسيا.

## النقوش الصخرية واللوحات

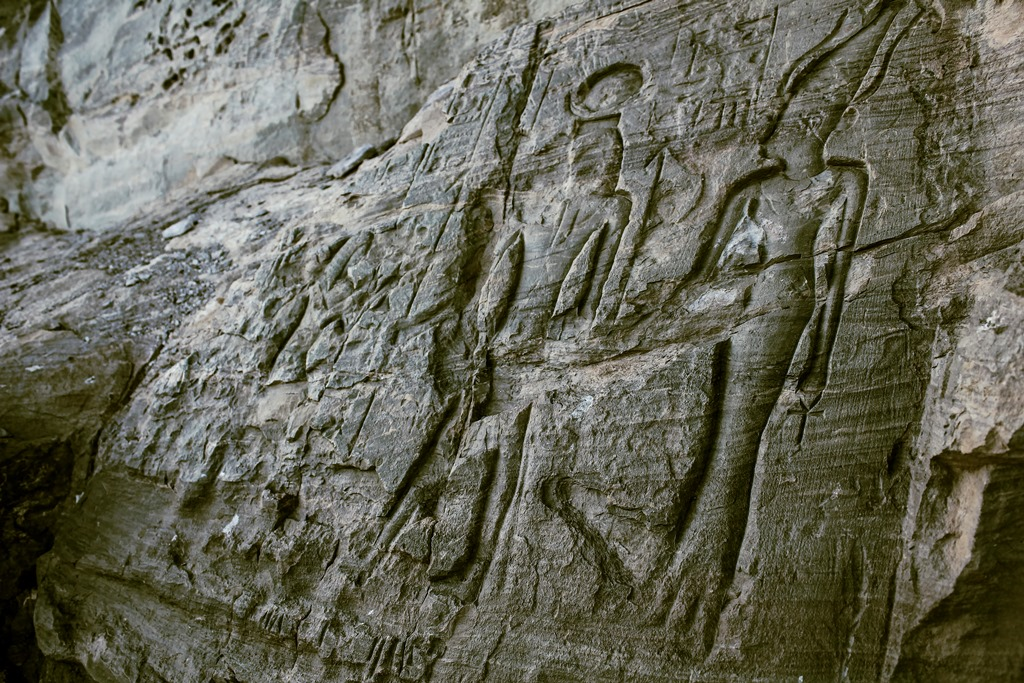
نقش لأمن إم أوبت، مقدمًا لإله القمر وساتت

في أوائل عصر الرعامسة، تمت إضافة العديد من اللوحات، التي طلب معظمها نائب الملك في كوش أمن إم أوبت. تُظهر إحدى اللوحات الفنية سيتي الأول وهو يقدم قربانًا للآلهة خنوم وساتت وعنقت؛ صورة أخرى، صُنعت في نقش غائر، تُظهر أمن إم أوبت راكعًا يقدم قربانًا لإله القمر والإلهة ساتت. نُحتت عدة مجموعات من التماثيل الجذابة في صخرة الجبل.
تقع لوحة ستي الأول على بعد أمتار قليلة إلى اليسار فوق المصلى الصخري. لها شكل مستطيل ويبلغ ارتفاعها حوالي 1.5 متر. في السجل الأفقي في الأعلى، تم تصوير سيتي الأول مع آلهة من المنطقة: خنوم وساتت وعنقت. يُظهر المشهد الأيسر في السجل أدناه، أمن إم أوبت راكعًا، نائب الملك في كوش الذي كان مسؤولاً عن إنشاء هذا النصب التذكاري. تحتوي اللوحة المتبقية على 15 خطًا أفقيًا، لم يتم تسجيل محتوياتها ودراستها بالكامل بعد. بعض أجزاء منه تالفة، والبعض الآخر في حالة جيدة.